# Superfuzz Bigmuff
Superfuzz Bigmuff es el EP debut de la banda grunge de Seattle Mudhoney. Fue lanzado en octubre de 1988 a través de sello discográfico Sub Pop. Las canciones más tarde aparecieron en su compilado de 1990 Superfuzz Bigmuff Plus Early Singles.
El álbum fue nombrado en honor a dos de los pedales de guitarra favoritos de la banda, el Super Fuzz y Big Muff, que ayudaron a la banda a conseguir su característico sonido "sucio". La portada es una fotografía del líder de la
banda Mark Arm (a la izquierda) y el guitarrista Steve Turner (a la derecha) por el fotógrafo Charles Peterson.
El EP se vendió increíblemente mal (incluso por las normas de Sub Pop), sin embargo desde entonces se ha conocido como una de las grabaciones seminales de la escena musical de Seattle. A mediados del 2008, el EP estuvo en la posición # 25 del UK Indie Album Chart, un logro para el EP, veinte años después de su lanzamiento.

## Lista de canciones
Todas las canciones de Mudhoney
1. "Need" – 3:00
2. "Chain That Door" – 1:51
3. "Mudride" – 5:43
4. "No One Has" – 3:26
5. "If I Think" – 3:37
6. "In 'N' Out of Grace" – 5:28

## Superfuzz Bigmuff Plus Early Singles (1990)
Todas las canciones escritas y compuestas Mudhoney excepto donde está listado 
1. "Touch Me I'm Sick"  - 2:35
2. "Sweet Young Thing Ain't Sweet No More" - 3:46
3. "Hate The Police" (The Dicks)- 2:08
4. "Burn It Clean" - 3:00
5. "You Got It (Keep It Outta My Face)" - 2:53
6. "Halloween" (Sonic Youth) - 6:12
7. "No One Has" - 3:26
8. "If I Think"  	3:37
9. "In 'N' Out Of Grace" - 5:28
10. "Need" - 3:00
11. "Chain That Door" - 1:51
12. "Mudride" - 5:43

## Edición de Lujo (2008)
Todas las canciones escritas y compuestas por Mudhoney excepto donde está listado.
Disco 1	
1. "Touch Me I'm Sick" - 2:35
2. "Sweet Young Thing Ain't Sweet No More" - 3:46
3. "Twenty Four"  - 2:46
4. "Need" - 3:01
5. "Chain That Door" - 1:51
6. "Mudride" - 5:43
7. "No One Has" - 3:26
8. "If I Think" - 3:37
9. "In 'N' Out Of Grace" - 5:28
10. "The Rose" (Amanda McBroom) - 4:04
11. "Hate The Police" (The Dicks) - 2:09
12. "You Got It (Keep It Outta My Face)" - 2:55
13. "Burn It Clean" - 2:58
14. "Halloween" (Sonic Youth) - 6:12
15. "Need (Demo)" - 	3:23
16. "Mudride (Demo)"  	6:03
17. "In 'N' Out Of Grace (Demo)"  	4:53

Disco 2	
1. "No One Has" - 3:59
2. "Sweet Young Thing Ain't Sweet No More" - 3:45
3. "Need" - 2:47
4. "Chain That Door" - 1:59
5. "If I Think" - 3:18
6. "Mudride" - 6:20
7. "Here Comes The Sickness" - 4:12
8. "Touch Me I'm Sick" - 2:51
9. "In 'N' Out Of Grace" - 6:55
10. "Mudride" - 5:34
11. "Here Comes The Sickness" - 4:10
12. "No One Has" - 3:32
13. "By Her Own Hand" - 3:32
14. "Touch Me I'm Sick" - 3:14
15. "Dead Love" - 14:18

En el disco 2, las pistas 1-9 son en vivo en Berlín, El 10 de octubre de 1988 y las pistas 10-15 son en vivo KCSB-FM, Santa Bárbara, el 16 de noviembre de 1988